# Remigio Cantagallina

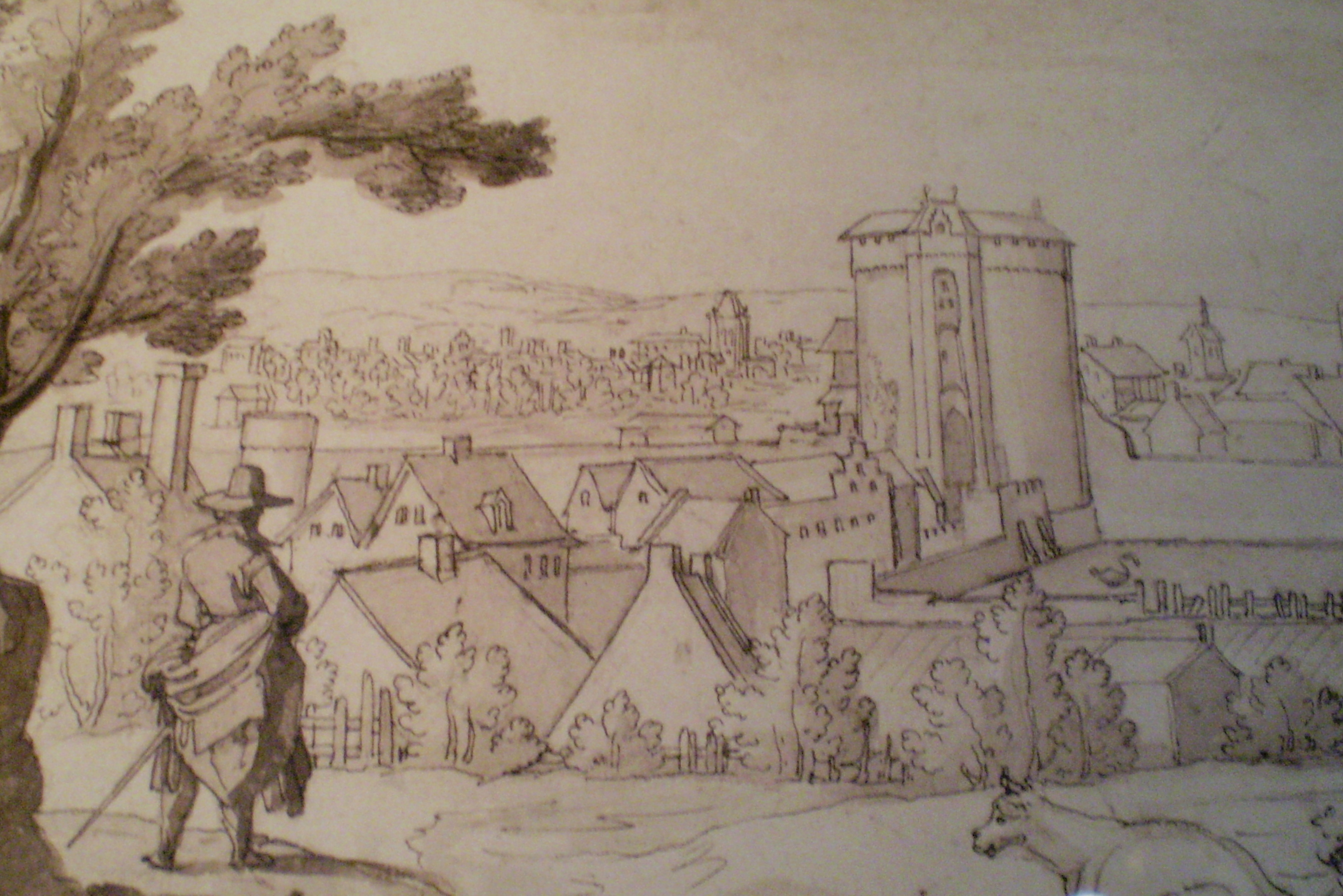
Saint-Gilles, la porta di Hal ed il sud di Bruxelles (dettaglio) - 1612

Remigio Cantagallina (Sansepolcro, 1582 o 1583 – Firenze, 1656) è stato un incisore e pittore italiano.

## Biografia
Allievo di Giulio Parigi, si dedicò inizialmente alla pittura, realizzando nel 1604 uno dei suoi quadri più famosi, L'ultima cena, conservata nel civico museo pinacoteca di Sansepolcro.
In seguito divenne incisore e dal 1612 al 1613 si recò nei Paesi Bassi dove realizzò più di cento incisioni di vedute e città, ispirandosi all'opera di Paul Brill.

## Opere
Tra le incisioni, si ricordano: Morte di S. Francesco (1605), Fiera dell'Impruneta (1615), Veduta di Badia Prataglia (1616), Paesaggio con due viandanti (1635), Cascinale (1641).
Remigio Cantagallina fu maestro di disegno dello scienziato e naturalista aretino Francesco Redi ed insegnò l'arte dell'incisione a Jacques Callot e a Stefano Della Bella.